# Championnats d'Europe de patinage de vitesse sur piste courte 1998
Navigation
Édition précédente Édition suivante
Les Championnats d'Europe de patinage de vitesse sur piste courte 1998 se déroulent à Budapest (Hongrie), du 23 au 25 janvier 1998.

## Podiums

### Hommes
| Épreuves        | Or                                                                  | Argent                                                              | Bronze                                                                     |
| --------------- | ------------------------------------------------------------------- | ------------------------------------------------------------------- | -------------------------------------------------------------------------- |
| 500 m           | Pays-Bas Dave Versteeg                                              | Italie Fabio Carta                                                  | Italie Michele Antonioli                                                   |
| 1 000 m         | Royaume-Uni Nicky Gooch                                             | Italie Fabio Carta                                                  | Italie Michele Antonioli                                                   |
| 1 500 m         | Italie Fabio Carta                                                  | Italie Nicola Franceschina                                          | Pays-Bas Dave Versteeg                                                     |
| 3 000 m         | Italie Michele Antonioli                                            | Italie Fabio Carta                                                  | Royaume-Uni Nicky Gooch                                                    |
| 5 000 m relais  | Royaume-Uni Nicky Gooch Matthew Jasper Matthew Rowe David Allardice | Italie Fabio Carta Michele Antonioli Diego Cattani Maurizio Carnino | Pays-Bas Dave Versteeg Patrick Vergeer Vincent Wolvers Alexander Velzeboer |
| Toutes épreuves | Italie Fabio Carta                                                  | Italie Michele Antonioli                                            | Pays-Bas Dave Versteeg                                                     |

### Femmes
| Épreuves        | Or                                                               | Argent                                                                        | Bronze                                                        |
| --------------- | ---------------------------------------------------------------- | ----------------------------------------------------------------------------- | ------------------------------------------------------------- |
| 500 m           | Italie Barbara Baldissera                                        | Pays-Bas Anke Jannie Landmann                                                 | Italie Marinella Canclini                                     |
| 1 000 m         | Italie Marinella Canclini                                        | Pays-Bas Ellen Wiegers                                                        | Pays-Bas Anke Jannie Landmann                                 |
| 1 500 m         | Italie Marinella Canclini                                        | Pays-Bas Ellen Wiegers                                                        | Pays-Bas Anke Jannie Landmann                                 |
| 3 000 m         | Italie Marinella Canclini                                        | Royaume-Uni Debbie Palmer                                                     | Pays-Bas Ellen Wiegers                                        |
| 3 000 m relais  | Italie Marinella Canclini Mara Zini Mara Urbani Evelina Rodigari | Pays-Bas Ellen Wiegers Anke Jannie Landmann Maureen de Lange Melanie de Lange | Allemagne Yvonne Kunze Katrin Weber Susanne Busch Anne Eckner |
| Toutes épreuves | Italie Marinella Canclini                                        | Pays-Bas Ellen Wiegers                                                        | Pays-Bas Anke Jannie Landmann                                 |

## Tableau des médailles
| Rang | Nation      | Or | Argent | Bronze | Total |
| ---- | ----------- | -- | ------ | ------ | ----- |
| 1    | Italie      | 7  | 4      | 2      | 13    |
| 2    | Royaume-Uni | 2  | 1      | 1      | 4     |
| 3    | Pays-Bas    | 1  | 5      | 5      | 11    |
| 4    | Allemagne   | 0  | 0      | 1      | 1     |